# Дусбург, Тео ван
Тео ван Дусбург (нидерл. Theo van Doesburg, настоящее имя Christian Emil Marie Küpper; 30 августа 1883, Утрехт — 7 марта 1931, Давос) — нидерландский художник, архитектор и скульптор, теоретик искусства, один из основателей художественной группы «Де Стейл» и художественного направления «неопластицизм».

## Жизнь и творчество
Вместе с Питом Мондрианом организовал движение абстрактного искусства «Де Стейл» (De Stijl), программу и основные идеи которой выразил в издаваемом им художественном журнале того же названия. Основой взглядов ван Дусбурга была попытка свести во всех формах объективную гармонию произведения искусства к определённым геометрическим элементам. Эту теорию ван Дусбург широко пропагандировал во время путешествия по Германии, Австрии и Чехословакии в 1917 году. Эти новые принципы вскоре оказали значительное влияние на развитие архитектуры, литературы, графики и музыки.

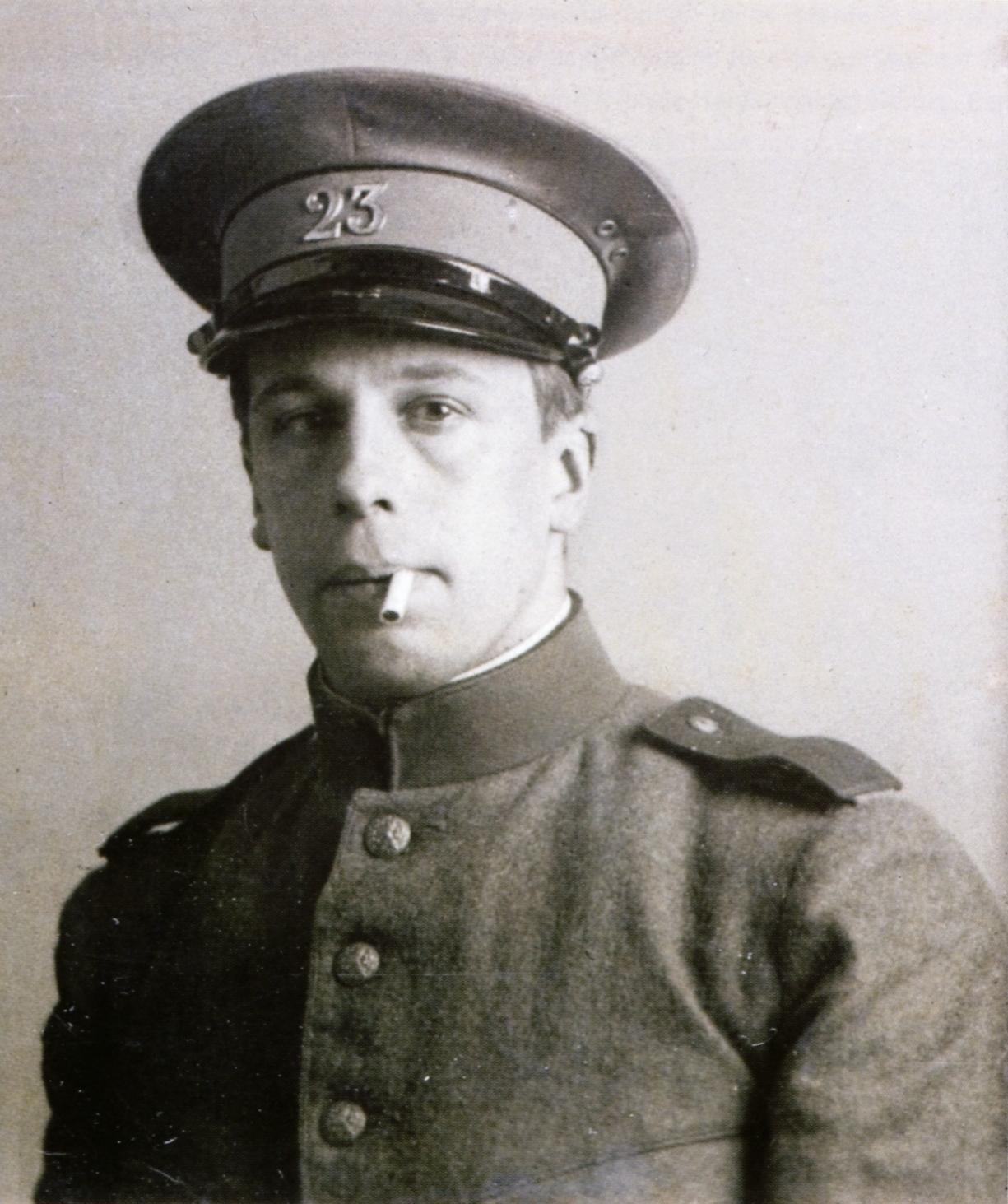
Тео ван Дусбург, около 1915 года

По профессии ван Дусбург был архитектором, живописи же учился самостоятельно. Прямоугольному построению картин Мондриана ван Дусбург противопоставил диагональное, назвав его «контракомпозицией». Для защиты своей художественной позиции, не совпадающей с манерой Мондриана, художник излагает свои идеи в изданном им в 1930 году журнале «Арт конкрет», вышедшем всего один раз.
Во время своего кратковременного увлечения дадаизмом ван Дусбург издаёт в 1922 году дада-журнал «Мекано». В 1926—1928 годах ван Дусбург работает совместно с Гансом Арпом и Софией Тобер-Арп над перестройкой и оформлением ночного ресторана «Обетт» в Страсбурге. Тео ван Дусбург со своим движением «Стиль» оказал значительное влияние на появившееся позже конкретное искусство.

## Избранные произведения
- «Композиция противовеса VIII» 1924 Чикаго, Институт искусств
- «Витраж III» 1917 Гаага, Королевский музей изобразительного искусства
- «Комната в доме Барта ван дер Лигта» 1919 Гаага, Королевский музей изобразительных искусств
- «Контра-конструкция, дом художника» 1923 Гаага, Королевский музей изобразительных искусств
- «Конструкция цвета в четвёртом измерении пространства-времени» 1924.

## Галерея

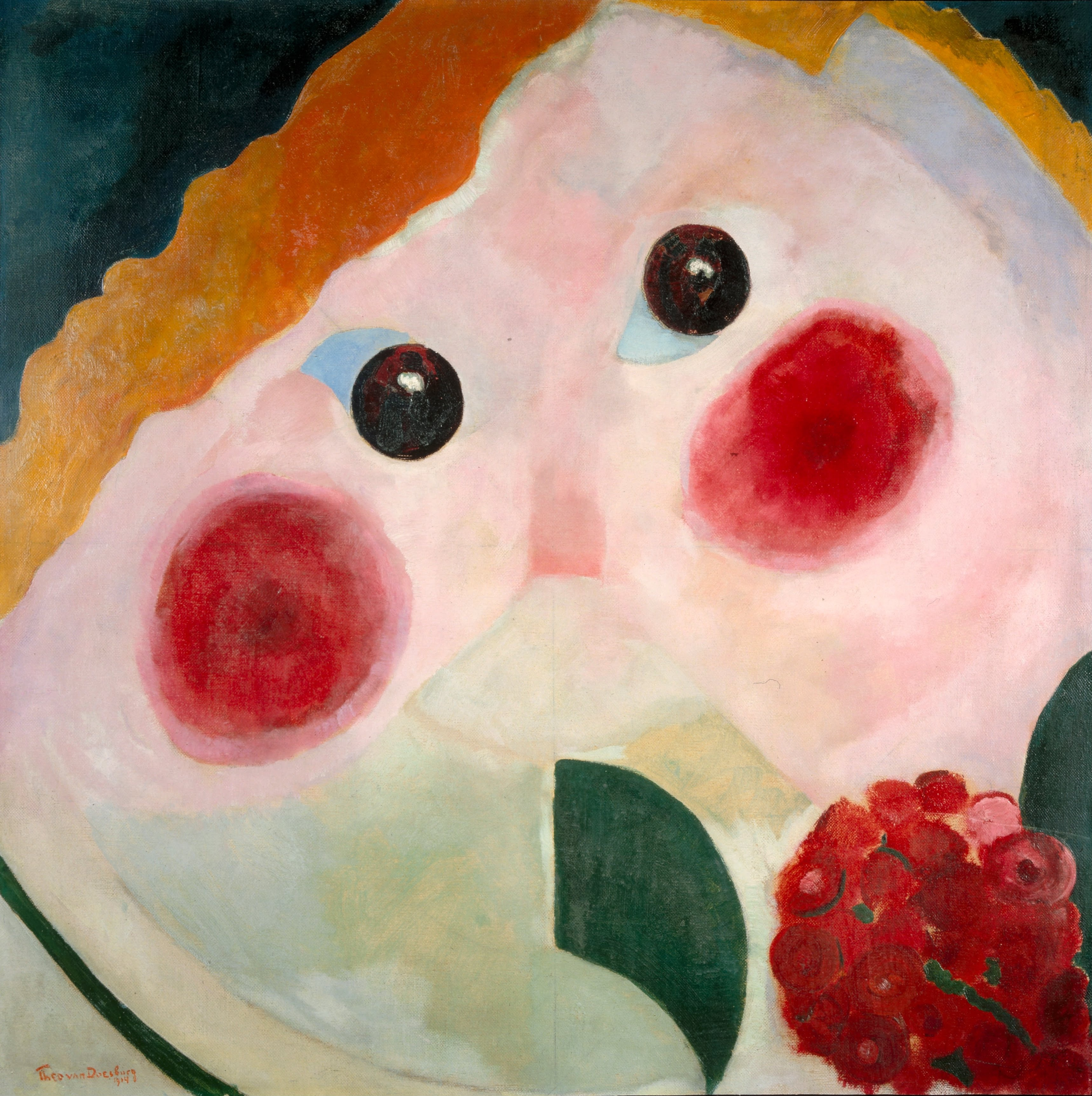
Девочка с лютиками. 1914.
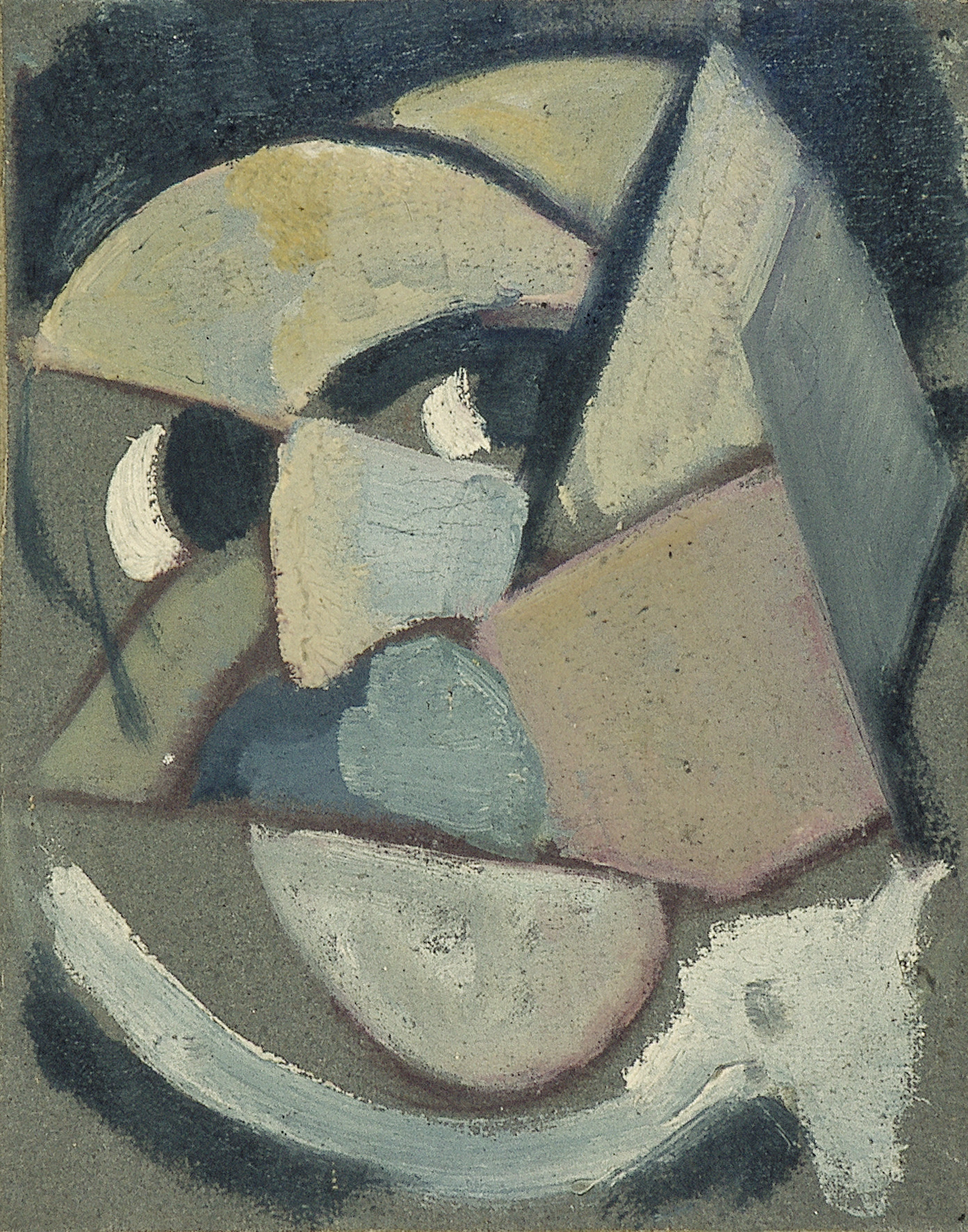
Абстрактный портрет. 1915.
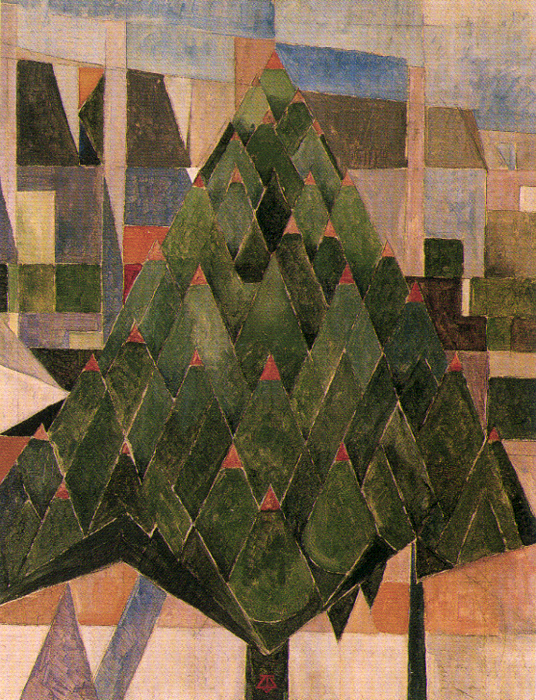
Дерево. 1916.
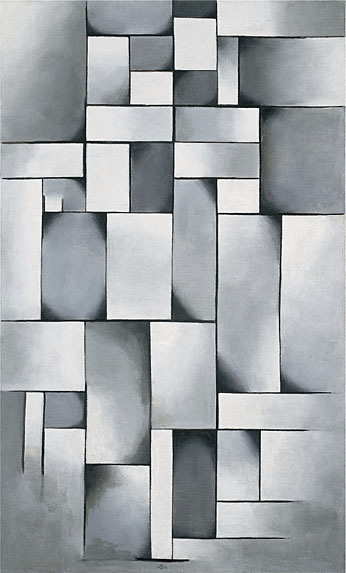
Композиция в сером. 1919. Коллекция Пегги Гуггенхайм (Венеция)